# Formule de Klein-Nishina

Distribution de Klein-Nishina des sections efficaces d'angle de diffusion sur une gamme d'énergies fréquentes.

La formule de Klein-Nishina donne la section efficace différentielle des photons diffusés à partir d'un seul électron libre dans l'ordre le plus bas de l'électrodynamique quantique. Dans les fréquences basses (par exemple la lumière visible) on la rapproche d'une diffusion Thomson. À des fréquences plus élevées (par exemple rayons X et rayons gamma) cela donne une diffusion Compton.
Pour un photon incident non polarisé d'énergie {\displaystyle E_{\gamma }}, la section efficace différentielle est :
{\displaystyle {\frac {d\sigma }{d\Omega }}={\frac {1}{2}}\alpha ^{2}r_{c}^{2}P(E_{\gamma },\theta )^{2}[P(E_{\gamma },\theta )+P(E_{\gamma },\theta )^{-1}-\sin ^{2}(\theta )]}
où {\displaystyle {\frac {d\sigma }{d\Omega }}} est une section efficace différentielle, {\displaystyle d\Omega } est un élément d'angle solide infinitésimal, {\displaystyle \alpha } est la constante de structure fine (~1/137,04), {\displaystyle \theta } est l'angle de diffusion ; {\displaystyle r_{c}=\hbar /m_{e}c} est la longueur d'onde Compton « réduite » de l'électron (~ 0,38616 pm); {\displaystyle m_{e}} est la masse d'un électron (~ 511 keV {\displaystyle /c^{2}} ); et {\displaystyle P(E_{\gamma },\theta )} le rapport de l'énergie des photons après et avant la collision :
{\displaystyle P(E_{\gamma },\theta )={\frac {1}{1+(E_{\gamma }/m_{e}c^{2})(1-\cos \theta )}}={\frac {\lambda }{\lambda '}}}
Notez que ce résultat peut également être exprimé en termes de rayon électronique classique {\displaystyle r_{e}=\alpha r_{c}} :
{\displaystyle {\frac {d\sigma }{d\Omega }}={\frac {1}{2}}r_{e}^{2}\left({\frac {\lambda }{\lambda '}}\right)^{2}\left[{\frac {\lambda }{\lambda '}}+{\frac {\lambda '}{\lambda }}-\sin ^{2}(\theta )\right]}
Bien que cette grandeur classique ne soit pas particulièrement pertinente en électrodynamique quantique, elle est facile à apprécier : dans une direction donnée (pour {\displaystyle \theta } ~ 0), les photons dispersent les électrons comme s'ils étaient à peu près {\displaystyle r_{e}=\alpha r_{c}} (~2.8179 fm) en dimension linéaire, et {\displaystyle r_{e}^{2}} (~ 7,9406x10 −30 m 2 ou 79,406 mb) en taille.
Si le photon entrant est polarisé, le photon diffusé n'est plus isotrope par rapport à l'angle d'azimut. Pour un photon polarisé linéairement diffusé avec un électron libre au repos, la section efficace différentielle est plutôt donnée par :
{\displaystyle {\frac {d\sigma }{d\Omega }}={\frac {1}{2}}r_{e}^{2}\left({\frac {\lambda }{\lambda '}}\right)^{2}\left[{\frac {\lambda }{\lambda '}}+{\frac {\lambda '}{\lambda }}-2\sin ^{2}(\theta )\cos ^{2}(\phi )\right]}
où {\displaystyle \phi } est l'angle de diffusion azimutal. Notez que la section efficace différentielle non polarisée peut être obtenue en faisant la moyenne sur {\displaystyle \cos ^{2}(\phi )} .
La formule de Klein-Nishina est dérivée en 1928 par Oskar Klein et Yoshio Nishina, et a été l'un des premiers résultats obtenus à partir de l'étude de l'électrodynamique quantique. La prise en compte des effets mécaniques relativistes et quantiques a permis le développement d'une équation précise pour la diffusion du rayonnement d'un électron cible. Avant cette dérivation, la section efficace de l'électron fut dérivée par le physicien britannique et découvreur de l'électron, JJ Thomson.
Cependant, les expériences de diffusion montrèrent des écarts significatifs par rapport aux résultats prédits par la section efficace de Thomson.
À noter: si {\displaystyle E_{\gamma }\ll m_{e}c^{2}}, {\displaystyle P(E_{\gamma },\theta )\rightarrow 1}, la formule de Klein-Nishina se réduit à l'expression classique de Thomson.
L'énergie finale du photon diffusé, {\displaystyle E_{\gamma }'}, ne dépend que de l'angle de diffusion et de l'énergie du photon d'origine, et peut donc être calculé sans utiliser la formule de Klein-Nishina :
{\displaystyle E_{\gamma }'(E_{\gamma },\theta )=E_{\gamma }\cdot P(E_{\gamma },\theta )\,}